# Вельяминов, Василий Иванович
Василий Иванович Вельяминов (Шадрин) — воевода и боярин удельного князя дмитровского Юрия Ивановича, дипломат на службе московского князя Василия III.
Старший сын окольничего И. В. Вельяминова-Щадры.
В 1515 году как воевода дмитровского князя был послан на реку Вашана для защиты от крымских набегов под командование князя Василия Одоевского. Осенью 1516 года попал в плен к крымским татарам, но был освобождён и стал при дворе Мухаммед Гирея неофициальным послом Василия III в связи со смертью в Бахчисарае русского посла Ивана Григорьева. Крымское ханство тогда было заинтресовано в нормальных отношениях с Москвой, так как обсуждался вопрос о признании Абдул-Латифа наследником Мухаммед-Амина на казанском престоле. В 1518 году он отъехал из Крыма вместе с послом крымского хана Мухаммед Агой, который должен был обсуждать новую кандидатуру наследника в связи с неожиданной смертью Абдул Латифа.
В 1521 году во время похода Мухаммед Гирея на Москву вместе со своим дядей И. В. Вельяминовым-Облязом командовал дмитровской дружиной в войсках на Угре, которые не смогли воспрепятствовать вторжению войск Крымского ханства.
В 1522 году был послухом в деле о землях Калужского уезда. В 1523 году опять упоминался как воевода Юрия Ивановича Дмитровского.
Детей не имел.